# Topobea pascoensis
Topobea pascoensis är en tvåhjärtbladig växtart som beskrevs av John Julius Wurdack. Topobea pascoensis ingår i släktet Topobea och familjen Melastomataceae. Inga underarter finns listade i Catalogue of Life.